# Фенина, Елена Юрьевна
Елена Юрьевна Фенина (Сергеева) (28 сентября 1973) — советская, российская спортсменка по современному пятиборью, Мастер спорта России международного класса. Чемпионка мира (1996) в команде. Двукратный победитель Кубка России (1995, 1997). Чемпионка мира среди юниоров в командном первенстве (1993, 1994). Чемпионка России по современному пятиборью (1995). Выступала за спортивное общество «Динамо» (Москва).

## Спортивные звания
- Мастер спорта СССР
- Мастер спорта России международного класса